# Aeiparthenos

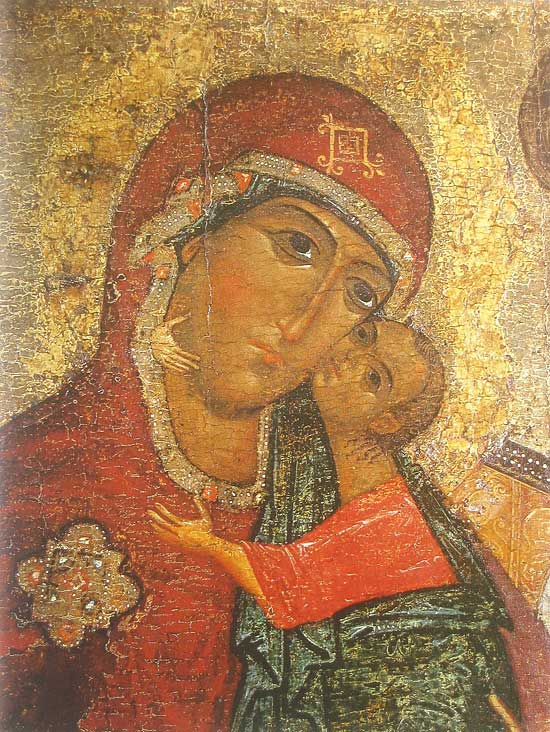
Detail ikony ze 13. století Theotokos Aeiparthenos

Aeiparthenos (řecky: ἀειπάρθενος, česky: „Vždy panna“) je v pravoslavné církvi titul Bohorodičky, navazuje na učení věčného panenství Marie. Titul je používán hlavně u názvu ikony Theotokos Aeiparthenos.
Katechismus katolické církve (článek 499) také označuji Marii jako Aeiparthenos (vždy pannu) jako stejně 57. stať v konstituci Lumen gentium.
Termín Aeiparthenos pochází ze 4. století od svatého Epifana ze Salaminy.